# Linx+
Linx+ is een sociaal-culturele organisatie uit Vlaanderen, die zich vooral bezighoudt met activiteiten rond sociale geschiedenis en sociale fotografie. Ze ontstond als vrijetijdspartner van het ABVV, maar staat ook open voor een ruimer publiek. Onder Linx+ resideerde tot 2021 ook de seniorenwerking van het Vlaams ABVV. Sinds 1 mei 2021 is Linx+ een zelfstandige vzw.  
De wortels van Linx+ gaan terug tot 1965, toen ze nog Culturele Centrale heetten. De naam Linx+ is sinds 2003 in gebruik. De organisatie heeft ± 75 afdelingen, die aangestuurd worden door een landelijk secretariaat en ondersteund worden door regionale medewerkers. Met hun activiteiten, educatieve projecten en uitstappen vertalen ze thema’s uit de arbeiderscultuur en -strijd naar laagdrempelige activiteiten.  
Linx+ organiseert een divers aanbod aan activiteiten waarbij ontspanning en engagement centraal staan. De organisatie huldigt in haar werking de uitspraak "Cultuur moet geen spiegel zijn, maar een hamer die de werkelijkheid vormgeeft." van Bertolt Brecht. Ze organiseerde onder andere tentoonstellingen over Bertolt Brecht, Pablo Neruda, Nelson Mandela, 'Vrouwen in de Groote oorlog', 'de Vlaming als migrant (Vlamigrant)' en de strijd voor het algemeen stemrecht. Maandelijks verschijnen twee e-zines: 'Tips voor je vrije tijd' (voor het brede publiek) en 'Infrarood' (voor liefhebbers van sociale fotografie).

## Publicaties
In 2015 gaven ze het boek Mannen met zwarte gezichten: voor honderdduizend mensen is het twee keer nacht per dag van Gaston Durnez uit.
Sinds 2020 publiceert Linx+ het driemaandelijkse magazine Linxuit.
In 2022 verscheen het eerste nummer van RAUW, een jaarmagazine voor sociale fotografie. Dat werd gelanceerd op de eerste Dag van de Sociale Fotografie op 26 november 2022 in De Grote Post in Oostende. Linx+ organiseert jaarlijks twee wedstrijden voor amateurfotografen: de wedstrijd Bewogen Fotografen en de Grote Prijs Sociale Fotografie. Winnende foto's daarvan verschenen in het jaarboek van Snoecks.
In 2023 verscheen het boek Leve het stemrecht voor iedereen! De strijd voor het algemeen stemrecht van 1830 tot nu.

### Podcast
Linx+ heeft een groot aanbod rond sociale geschiedenis. Elke maand worden er twee gegidste wandelingen georganiseerd in telkens een andere Belgische stad.
Linx+ maakt sinds 2022 de eigen podcast Blik Historik, 'op reis door onze sociale geschiedenis'. Er verschenen al afleveringen over arbeidershuisvesting in het 19de-eeuwse Leuven, vakantiekolonies aan de Belgische kust (met Jo Rousseau, voormalig directeur van De Barkentijn in Nieuwpoort), de strijd voor vrouwenrechten (met feministe Cécile Rapol), sanatorium De Mick in Brasschaat (met Fons Geeraerts) en de strijd voor stemrecht (met Gita Deneckere). Linx+ werkt frequent samen met historici van Amsab-ISG.